# Зарічна (станція метро, Кривий Ріг)
48°00′12″ пн. ш. 33°29′53″ сх. д. / 48.0032° пн. ш. 33.4981° сх. д.
«Зарічна» — станція Криворізького метротраму. Відкрита 26 жовтня 1999 року. 2024 року проводяться роботи з косметичної реставрації будівлі станції; вона продовжує функціонувати. Приймає маршрути: 2М 3М 4М

## Опис

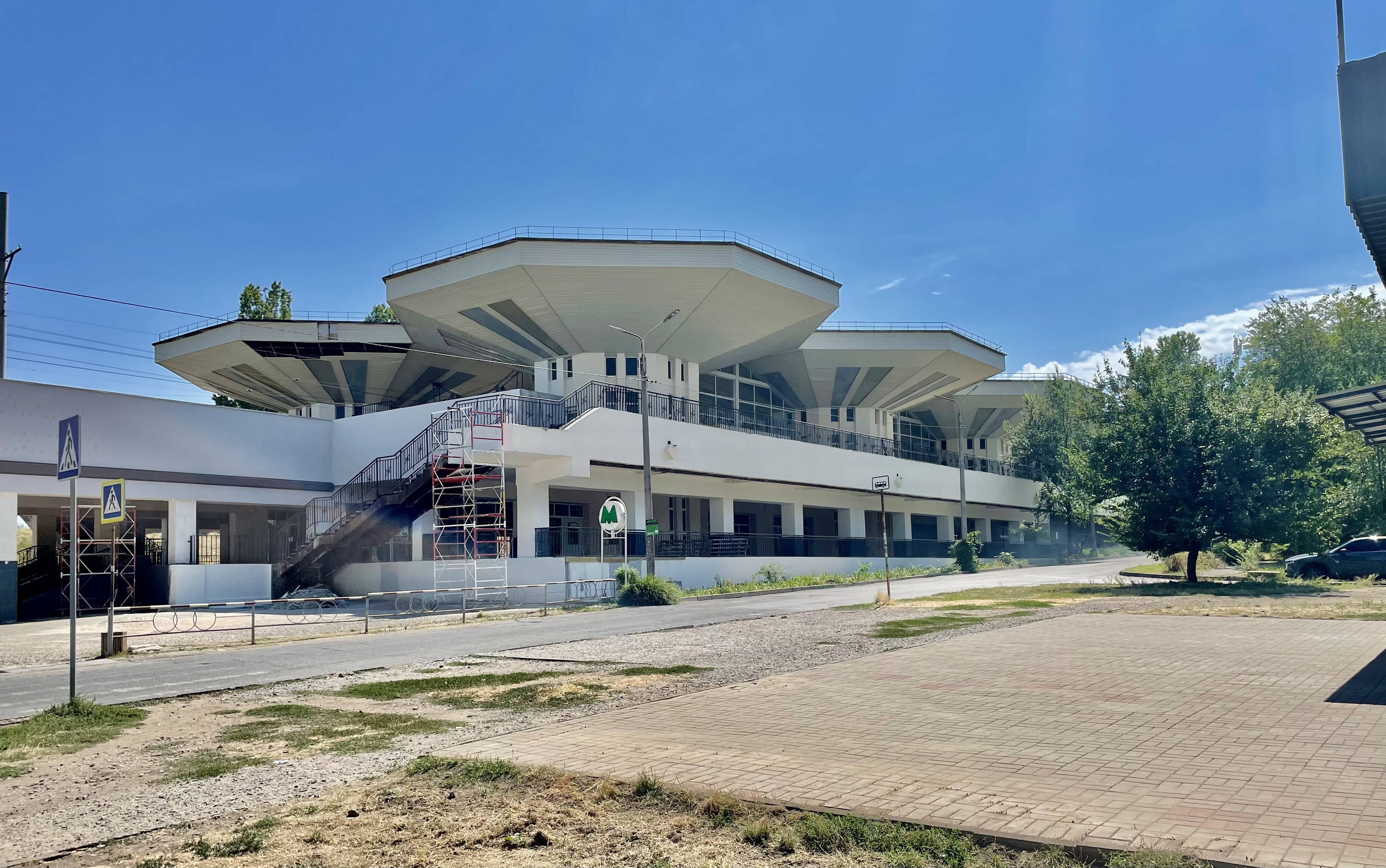
Вигляд ззовні

Станція «Зарічна» є естакадною й споруджена по спецпроєкту. Нижнім «поверхом» станції, який знаходиться на рівні землі, є вестибюль станції з виходами на обидві сторони. Колії і дві берегові платформи розташовані на другому «поверсі». Конструктивно, верхній «поверх» утворюють дві низки грибоподібних опор (по п'ять ліворуч від колії). Ці опори об'єднуються вгорі в цільний дах. Оздоблення самої станції виконано головним чином з пластикового сайдингу, також використовувався алюміній, граніт і мармур, проте використання останніх настільки мале, що складається враження, що станція виконана з одного бетону та пластику. Платформа викладена лабрадоритом. Довжина платформ близько 100 метрів.
З обох боків станції, колії розташовані на насипу, оскільки станція розташована поблизу заплави річки Саксагані. Поблизу станції знаходиться північна частина мікрорайону Зарічний. За станцією, за 200 м на північ, є разворотне кільце з двома коліями та невеличкий ангар (на 2 колії) для відстою та дрібного ремонту (ВТО).